# CA (학술지)
CA: A Cancer Journal for Clinicians은 격월로 발행되는 의학 학술지이다. 2019년 기준 JCR에서 선정한 가장 높은 임팩트 팩터를 가진 학술지이다.